# Most Segovia, Madrid
Most Segovia (špansko: Puente de Segovia) je most v Madridu, Španija, ki prečka reko Manzanares. Leta 1996 je bil razglašen za špansko kulturno dediščino (Bien de Interés Cultural).
Oblikoval ga je Juan de Herrera po naročilu kralja Filipa II. in je bil zgrajen v letih 1582 do 1584. Skupaj ima devet razponov in je zgrajen iz granitnih blokov. Stal je 200.000 dukatov.

## Zgodovina
Most Segovia je najstarejši ohranjen most v Madridu. Gradnjo je naročil Filip II. svojemu najljubšemu arhitektu Juan de Herrera, avtorju samostana El Escorial in Palacio Real de Aranjuez, med drugimi stavbami. Dela so se izvajala med letoma 1582 in 1584.
Leta 1648 so bila na čelu izdelana okrasna Vrata (arhitektura)vrata, delo Teodora Ardemansa, z namenom večje monumentalnosti. Kasneje so bila odstranjena. Šest desetletij po odprtju, to je leta 1648, je arhitekt José de Villarreal popravil zgornjo ploščo.
V novembru 1936, med špansko državljansko vojno, je general Yagüe most poškodoval, da bi preprečil vstop v Madrid Francovim enotam. Po vojni je bil obnovljen z uvedbo nekaj novosti. V nadaljevanju je bil razširjen na štiri prometne pasove in pomol, ki se nahaja na svojih opornikih, v okviru regulacije reke Manzanares.
V šestdesetih letih dvajsetega stoletja je bil spet obnovljen, zaradi potreb gradnje avtoceste M-30. Dela na izkopavanju za M-30 so odkrila različne arheološke ostaline, ki ustrezajo enostavnemu mostu, ki se je nahajal približno 95 m severno od sedanjega. Našli so ostanke opornikov in dveh lokov.

## Arhitektura
Most je narejen iz granitnih blokov in je sestavljen iz devetih obokov. Njegovi oporniki oziroma stebri so zavarovani z nasipom, na vrhu konično zaključenim. Glavni lok je srednji, od tega se postopoma širijo ostali, simetrično na obeh straneh. Most je bil zaključen s preprosto ograjo.